# هنفر (یوتا)
هنفر (به انگلیسی: Henefer) شهری در ایالت یوتا کشور ایالات متحده آمریکا است که جمعیت آن در سرشماری سال ۲۰۱۰ میلادی، ۷۶۶ نفر بوده‌است.